# Carezzano
Carezzano är en ort och kommun i provinsen Alessandria i regionen Piemonte i Italien. Kommunen hade 440 invånare (2018).